# Жандре, Валантен
Валанте́н Андре́ Станисла́с Жандре́ (фр. Valentin André Stanislas Gendrey; род. 21 июня 2000, Ла Гарен-Коломб) — французский футболист, защитник клуба «Хоффенхайм».
Кузен Валантена — известный французский футболист Оливье Дакур.

## Клубная карьера
Жандре — воспитанник клубов «Тилле», «Женеко», «Бове», «Шантийи» и «Амьен». 22 августа 2020 года матче против «Нанси» он дебютировал Лиге 2 в составе последнего. Летом 2021 года Жандре перешёл в итальянский «Лечче». 22 августа в матче против «Кремонезе» он дебютировал в итальянской Серии B. По итогам сезона игрок помог клубу выйти в элиту. 13 августа 2022 года в матче против миланского «Интера» он дебютировал в итальянской Серии A.   